# Bahnradsport-Weltmeisterschaften 1967

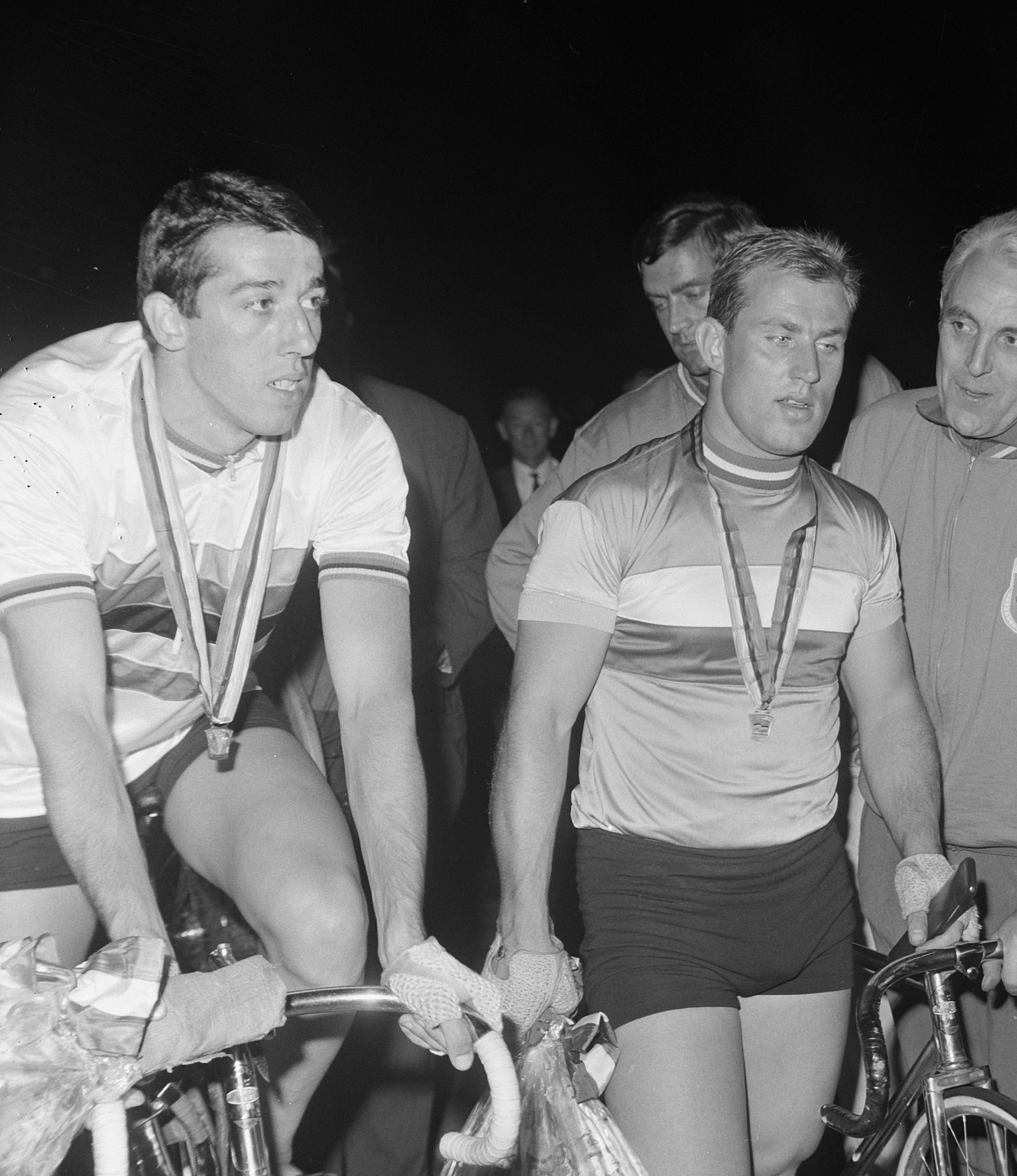
Morelon und Trentin standen sich im Sprint-Finale gegenüber und gewannen gemeinsam Silber im Tandem

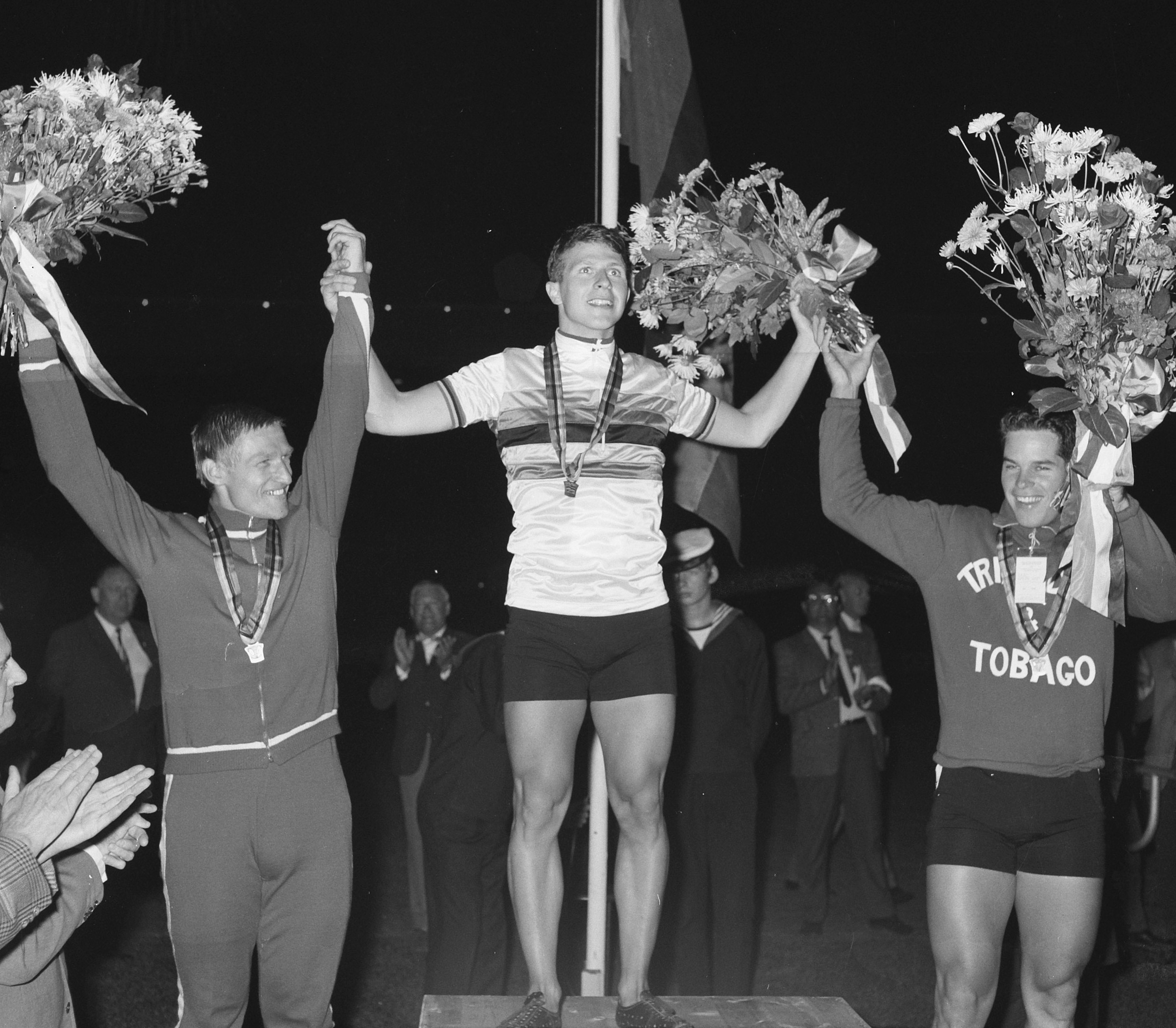
Die Siegerehrung im Zeitfahren

Die Bahnradsport-Weltmeisterschaften 1967 fanden vom 22. bis 27. August 1967 auf der Radrennbahn im Olympiastadion von Amsterdam statt. Auf dem Programm standen elf Disziplinen. Bei den Frauen waren keine bundesdeutschen Teilnehmerinnen am Start.
Im Vorfeld stand die Austragung der Weltmeisterschaften auf der Kippe: Zwei Tage vor Beginn der WM gab es bei einer vorbereitenden Konferenz der Union Cycliste Internationale heftige Diskussionen darüber, ob im Falle eines Sieges die DDR-Flagge gehisst und die DDR-Hymne gespielt werden solle. Der niederländische Verbandspräsident hatte beides zugesagt, die Regierung dies allerdings untersagt. Die Vertreter der DDR forderten gar eine Absage der WM, falls dies nicht zugesichert werde, beugten sich aber schließlich.
Die Bahn-WM war die erste, bei der systematisch Dopingtests durchgeführt wurden. Zu den ersten Fahrern, die positiv getestet wurden, gehörte der Dortmunder Dieter Kemper; insgesamt waren es 14.
Die Organisation der Veranstaltung bezeichnete der Radsport als Chaos, da der Ablauf sehr schleppend mit langen Pausen war und die Wettkampftage deshalb bis zu zwölf Stunden lang waren. Am letzten Tag machten die 25.000 Zuschauer ihrem Unmut über lange Pausen zwischen den Rennen mit einem gellenden Pfeifkonzert Luft. Mitschuld am langwierigen Programm war vor allem die langatmige Qualifikation der Sprinter, die sich vom ersten Vorlauf an über Dreier-Läufe qualifizieren mussten, so dass es bei 48 Teilnehmern zu 64 Vorläufen kam.
Das sehr umfangreich gewordene Programm bewog die UCI, vom folgenden Jahr an die Weltmeisterschaften für Amateure und Profis an unterschiedlichen Orten zu veranstalten, die Amateur-WM in Olympiajahren möglichst in zeitlicher und örtlicher Nähe zum Ort der Olympischen Spiele. Zudem beklagte die Zeitschrift Radsport mangelnde Breite bei den Profisportlern.

## Resultate

### Frauen

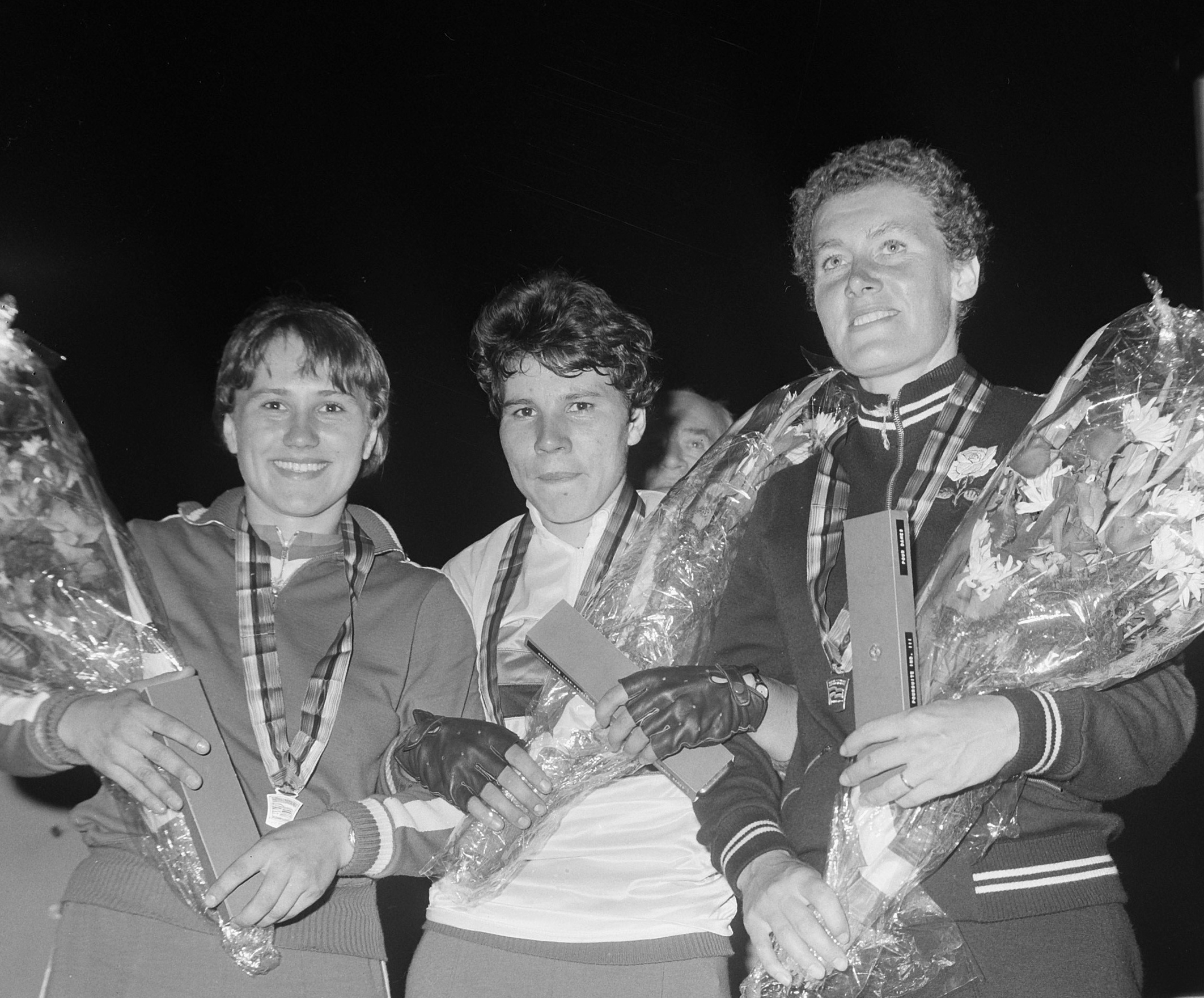
Siegerehrung der Einerverfolgung der Frauen

| Disziplin                | Platz | Land                   | Athlet             |
| ------------------------ | ----- | ---------------------- | ------------------ |
| Sprint                   | 1     | Sowjetunion            | Walentina Sawina   |
|                          | 2     | Sowjetunion            | Irina Kiritschenko |
|                          | 3     | Sowjetunion            | Galina Ermolaeva   |
| Einerverfolgung (3000 m) | 1     | Sowjetunion            | Tamara Garkuchina  |
|                          | 2     | Sowjetunion            | Raissa Obodowskaja |
|                          | 3     | Vereinigtes Königreich | Beryl Burton       |

### Männer (Profis)

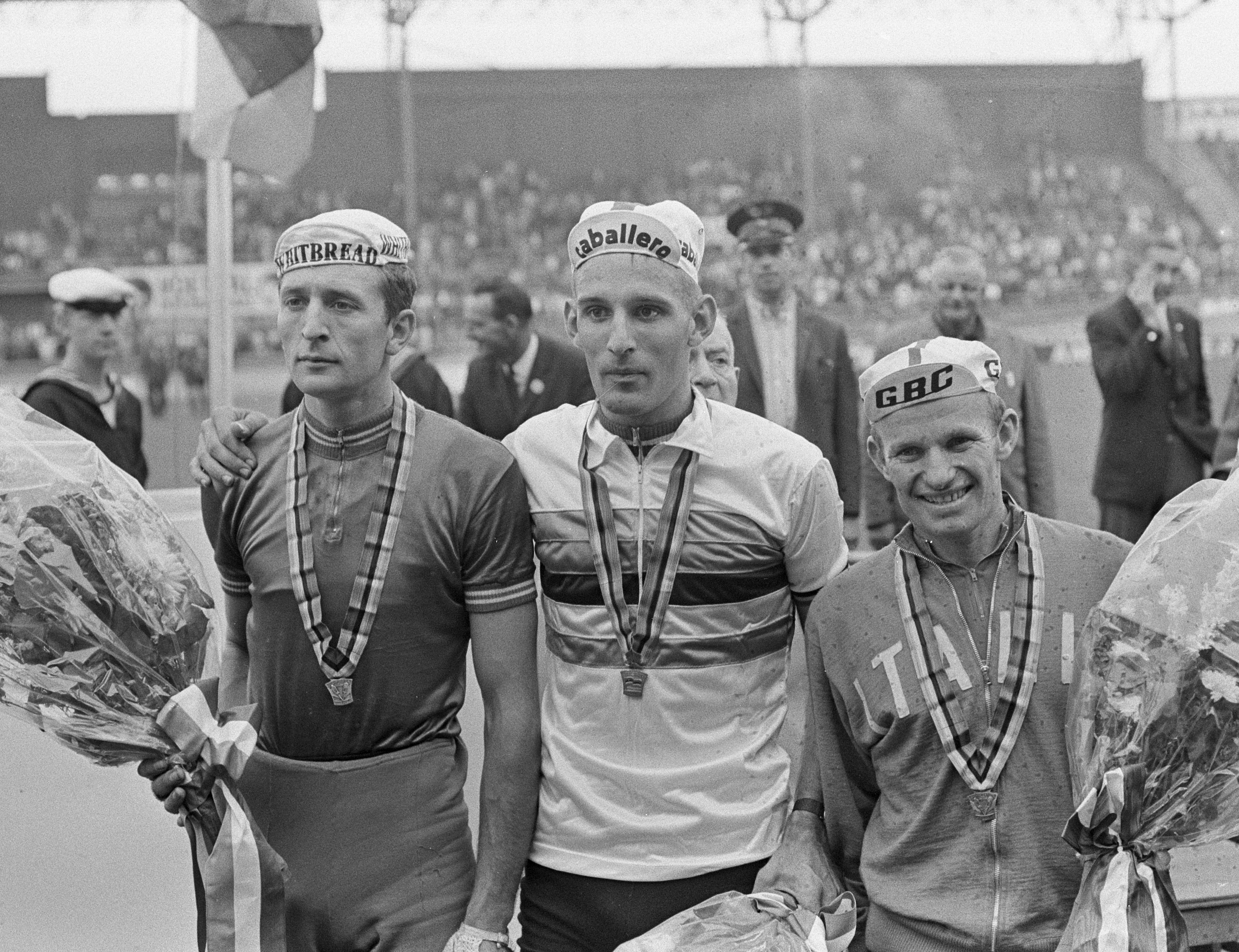
Das Podium in der Einerverfolgung der Profis

| Disziplin                | Platz | Land                   | Athlet                            |
| ------------------------ | ----- | ---------------------- | --------------------------------- |
| Sprint                   | 1     | Belgien                | Patrick Sercu                     |
|                          | 2     | Italien                | Giuseppe Beghetto                 |
|                          | 3     | Italien                | Angelo Damiano                    |
| Einerverfolgung (5000 m) | 1     | Niederlande            | Tiemen Groen                      |
|                          | 2     | Vereinigtes Königreich | Hugh Porter                       |
|                          | 3     | Italien                | Leandro Faggin                    |
| Steherrennen (100 km)    | 1     | Belgien                | Leo Proost/Norbert Koch           |
|                          | 2     | Belgien                | Romain De Loof/Hugo Lorenzetti    |
|                          | 3     | Italien                | Domenico De Lillo/August Meuleman |

### Männer (Amateure)

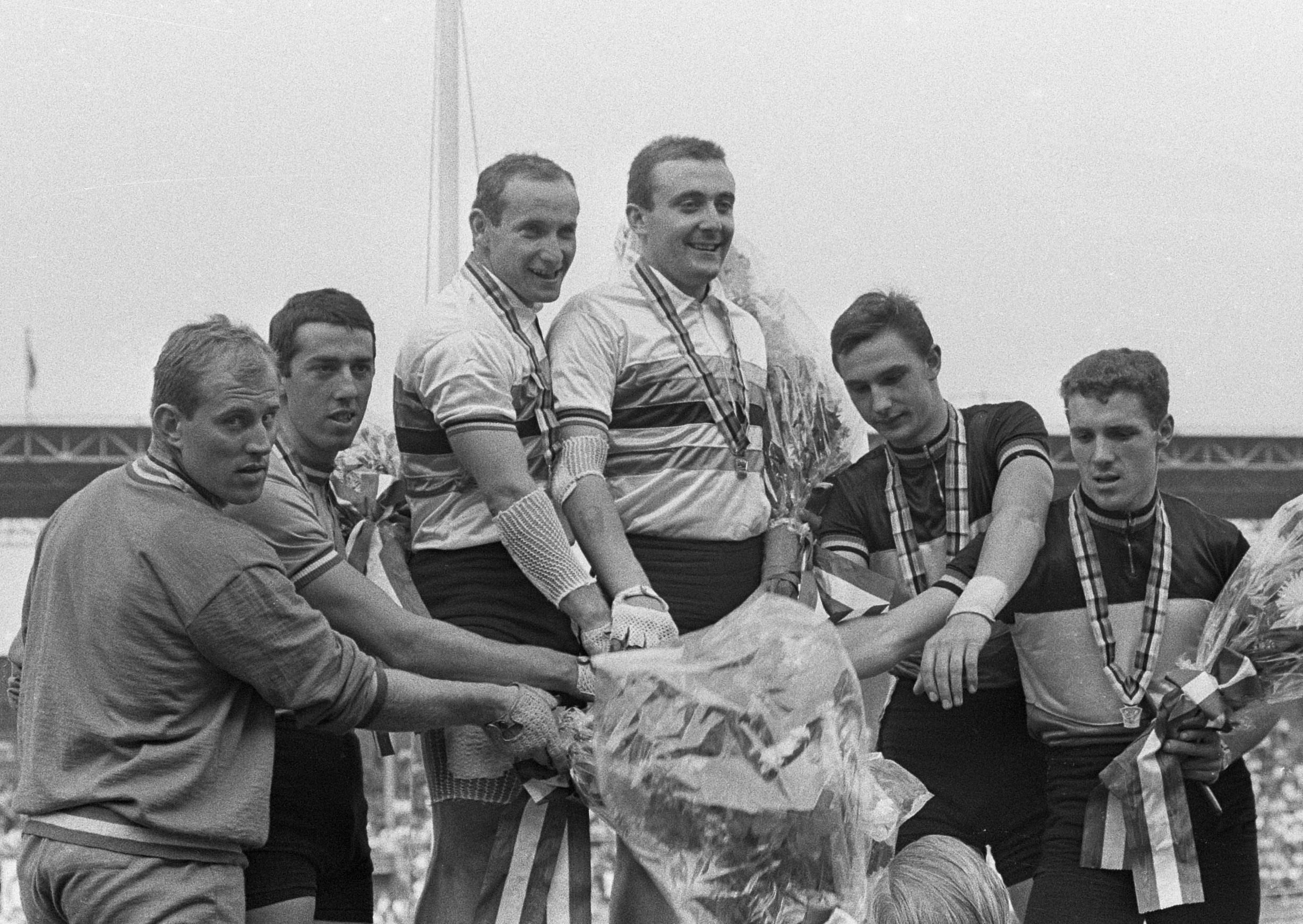
Die sechs Medaillengewinner im Tandemrennen

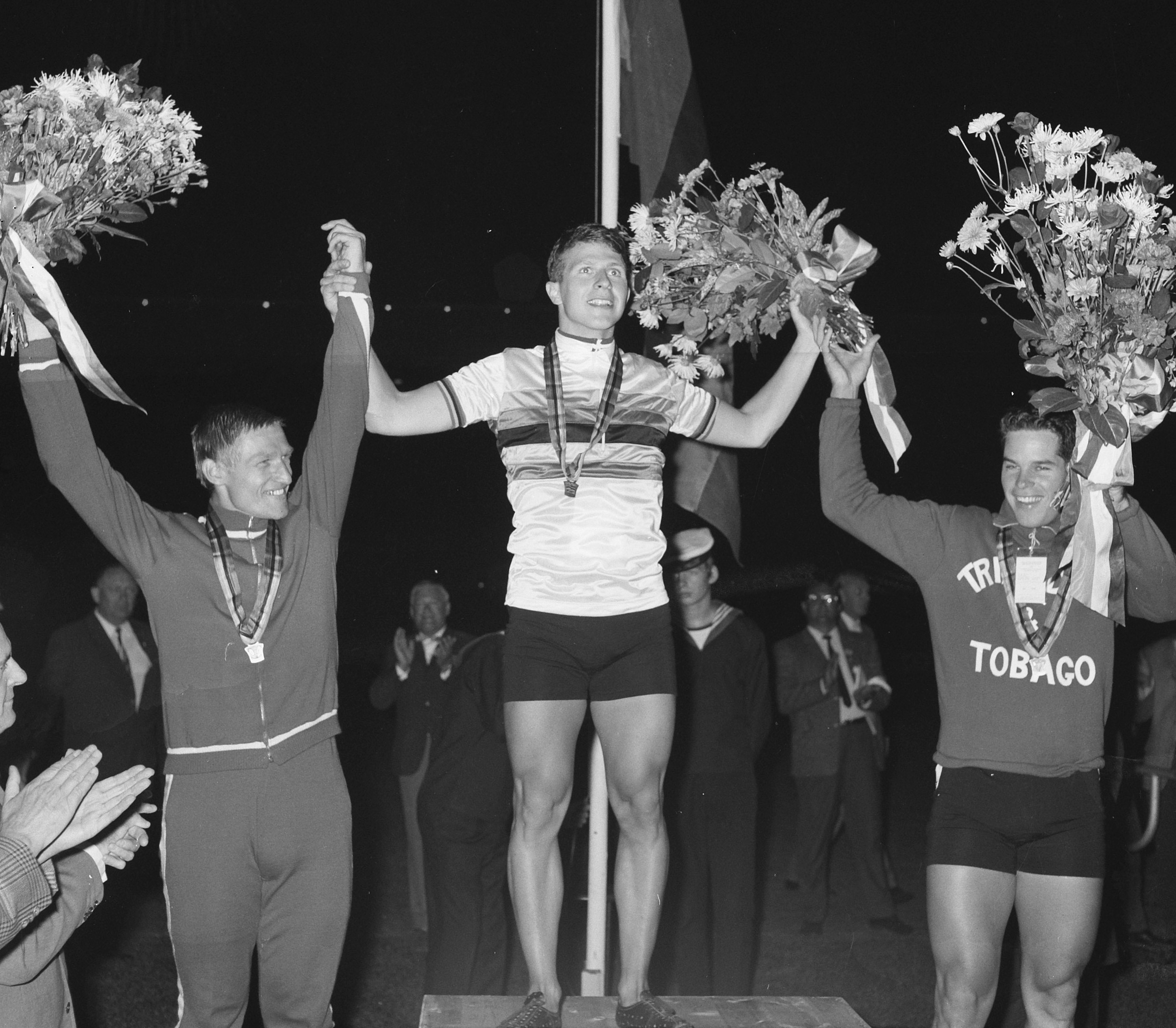
Die Siegerehrung im Zeitfahren

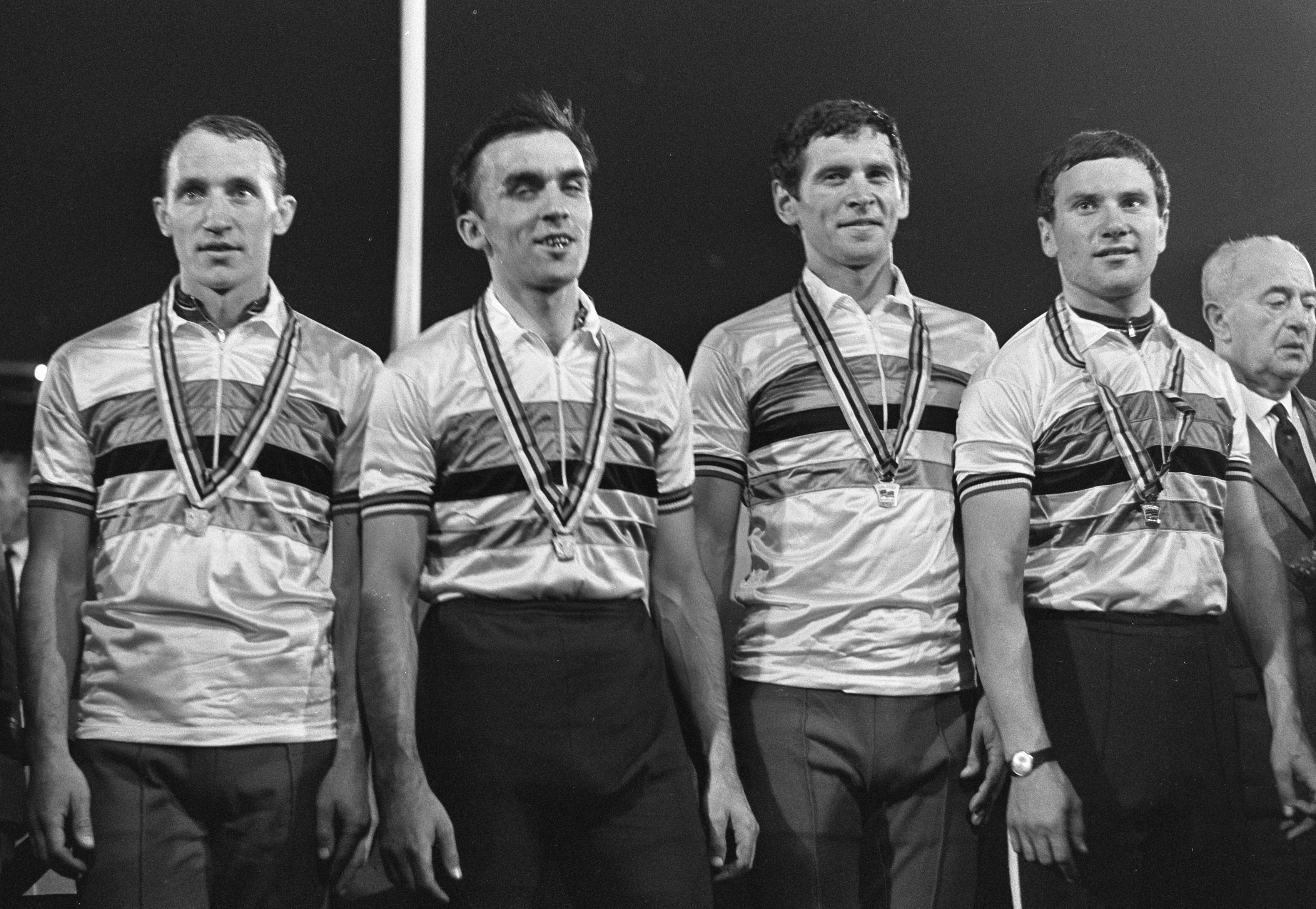
Der sowjetische Vierer gewann Gold in der Mannschaftsverfolgung

| Disziplin                      | Platz | Land                | Athlet                                                            |
| ------------------------------ | ----- | ------------------- | ----------------------------------------------------------------- |
| Sprint                         | 1     | Frankreich          | Daniel Morelon                                                    |
|                                | 2     | Frankreich          | Pierre Trentin                                                    |
|                                | 3     | Italien             | Luigi Borghetti                                                   |
| Tandem                         | 1     | Italien             | Bruno Gonzato/Dino Verzini                                        |
|                                | 2     | Frankreich          | Pierre Trentin/Daniel Morelon                                     |
|                                | 3     | Belgien             | Daniel Goens/Robert Van Lancker                                   |
| Zeitfahren                     | 1     | Dänemark            | Niels Fredborg                                                    |
|                                | 2     | Polen               | Wacław Latocha                                                    |
|                                | 3     | Trinidad und Tobago | Roger Gibbon                                                      |
| Einerverfolgung                | 1     | Niederlande         | Gert Bongers                                                      |
| (4000 m)                       | 2     | Dänemark            | Mogens Frey                                                       |
|                                | 3     | Tschechoslowakei    | Jiří Daler                                                        |
| Mannschaftsverfolgung (4000 m) | 1     | Sowjetunion         | Stanislaw Moskwin/Michail Koljuschew/ Wiktar Bykau/Dzintars Lācis |
|                                | 2     | Italien             | Cipriano Chemello/Antonio Castello/ Luigi Roncaglia/Gino Pancino  |
|                                | 3     | BR Deutschland      | Karl-Heinz Henrichs/Rainer Podlesch/ Jürgen Kißner/Karl Link      |
| Steherrennen (1 Stunde)        | 1     | Niederlande         | Piet de Wit/Norbert Koch                                          |
|                                | 2     | Sowjetunion         | Michail Markow/Bruno Walrave                                      |
|                                | 3     | Niederlande         | Dries Helsloot/Frits Wiersma                                      |